# Diecezja Goroka
Diecezja Goroka (łac. Dioecesis Gorokana; ang. Diocese of Goroka) – jedna z 15 diecezji obrządku łacińskiego w Kościele katolickim w Papui-Nowej Gwinei w prowincji Eastern Highlands ze stolicą w Goroka. Erygowana 18 czerwca 1959 brewe przez Jana XXIII jako wikariat apostolski. Ustanowiona diecezją 15 listopada 1966 konstytucją apostolską przez Pawła VI. Biskupstwo jest sufraganią archidiecezji Mount Hagen.

## Herb
Autorem herbu jest słowacki heraldyk Marek Sobola. Herb został przyjęty w 2016 roku. Sobola stworzył również herby innych diecezji w Papui-Nowej Gwinei.

## Biskupi
- Biskup diecezjalny: bp Walenty Gryk SVD (od 2022)
- Biskup senior: bp Francesco Sarego SVD (od 2016)